# Agustín Díaz Bialet
 Agustín Díaz Bialet (Córdoba, 26 de agosto de 1911-17 de mayo de 1993) fue un abogado y ministro de la Corte Suprema de Justicia de Argentina.
Estudió  en la Facultad de Derecho y Ciencias Sociales de la Universidad Nacional de Córdoba, donde  se recibió de abogado en 1938 para después especializarse en Derecho Romano.
Era hermano de Alejandro Díaz Bialet, que en 1973 fue elegido senador y que al momento de renunciar el presidente Héctor José Cámpora y el vicepresidente Vicente Solano Lima debía haber asumido provisionalmente la presidencia de la nación pero fue precipitadamente alejado del país para permitir que Raúl Lastiri ocupara el cargo.

## Actuación docente y judicial
Entre 1946 y 1956 fue profesor titular de Derecho romano en la Facultad de Derecho y Ciencias Sociales de la Universidad Nacional de Córdoba, en la que también fue elegido vicedecano. En la Universidad Católica de Córdoba fue docente de 1956 a 1973, creó la Escuela de Ciencias Políticas Sociales y Diplomáticas, organizó la Facultad de Derecho y fue su decano. Fundó la Sociedad Argentina de Derecho Romano.
En 1973 fue nominado como juez de la Corte Suprema de Justicia de la Nación por el presidente Héctor José Cámpora y compartió el Tribunal, en distintos momentos con Ernesto Corvalán Nanclares, Manuel Arauz Castex, Héctor Masnatta, Miguel Ángel Bercaitz, Ricardo Levene (hijo) y Pablo Antonio Ramella. 
Agustín Díaz Bialet falleció el 17 de mayo de 1993.

## Obras
- La recepción del derecho romano en la Argentina
- Valor actual del derecho romano en los Estados Unidos
- El derecho romano en la obra de Vélez Sársfield
- Tendencias actuales del estudio del derecho romano